# Universidad de la Tuscia
La Universidad de la Tuscia es un centro estudiantil con sede en Viterbo fundado en 1979; Actualmente, en sus siete departamentos (DAFNE, DEB, DEIM, DIBAF, DISBEC, DISTU, DISUCOM) alberga a más de 10.000 estudiantes.

## Historia
La elección de la ciudad de Viterbo como sede de la Universidad está estrechamente ligada a la historia y a las tradiciones culturales de la ciudad: parece que a mediados del siglo XIII existiesen estudios itinerantes en Viterbo, en el que se enseñaban las disciplinas del trivium y el quadrivium.
En el año 1546, se fundó un "Studium" según la voluntad del Papa Pablo III Farnese. Este estudio, que estableció las cátedra de lógica, filosofía, derecho y medicina, tuvo como sede el Palazzo dei Priori y funcionó, aunque con breves interrupciones hasta 1581. 
Más tarde, a principios del Ochocientos, se estableció en Viterbo una escuela médico-quirúrgico a nivel universitario, que incluía un profesor de física y química. La clínica universitaria, que tuvo sede en el Gran Hospital de los Enfermos, funcionó hasta 1853, cuando, después de la bolla "Quod divina Sapientia" de León XIII, que reordenó los Estudios de los Estados Pontificios, fue suprimida.
En tiempos más recientes, en 1969, se estableció la Universidad Libre de la Tuscia,con la Facultad de Educación, Economía y Comercio, y Ciencias Políticas, suprimida en 1979.Los reiterados intentos de los ciudadanos de convertir a Viterbo en la sede de un centro de estudios universitarios tuvieron un éxito rotundo con la creación de la Universidad Estatal de la Tuscia, instituida por la Ley n. 122 del 3 de abril de 1979.
En el año académico 1980/1981 se activó la Facultad de Agraria, y en 1983, la Facultad de Lenguas y Literaturas Modernas Extranjeras.
En 1987 se activó la Facultad de Ciencias Matemáticas, Físicas y Naturales con el título de graduación en Ciencias Biológicas, en 1990 la Facultad de Conservación del Patrimonio Cultural con el homónimo del curso de graduación y en el año académico 1991/1992, la Facultad de Economía con un curso de graduación en Licenciatura en Economía y Comercio. La Facultad de Preservación del Patrimonio Cultural fue el primer título de estudio con esta denominación en Italia.
En el año académico 2002/2003 se activó la Facultad de Ciencias Políticas.
La antigua Facultad de Agraria, Ciencias Matemáticas Físicas y Naturales y Conservación del Patrimonio Cultural, respectivamente, se convierten en departamentos DAFNE, DEB, DIBAF, DISBEC,, a continuación de lo establecido por la Ley Gelmini (L.240/2010), tienen su propia sede en la localidad el Riello.
La antigua Facultad de Economía, en la actualidad el departamento DEIM, a continuación de lo establecido por la Ley Gelmini (L.240/2010), tiene sede en Via del Paradiso (ex Convento de Santa Maria del Paraíso).
La antigua Facultad de Ciencias Políticas, en la actualidad el departamento DISTU / DISUCOM, a continuación de lo establecido por la Ley Gelmini (L.240/2010), tiene sede en Via di San Carlo en el antiguo convento del mismo nombre.
La antigua Facultad de Lenguas y Literaturas Extranjeras Modernas, en la actualidad el departamento DISTU / DISUCOM, a continuación de lo establecido por la Ley Gelmini (L.240/2010), ubicado anteriormente en la localidad del Riello y desde el año académico 2006/2007 situada en el antiguo complejo de Santa María en Gradi.
Los departamentos DAFNE e DIBAF, además de ser los únicos departamentos de este tipo en la región Lazio, han prevalecido durante varios años en el ranking oficial de la Universidad de Censis facilitada por la República.[cita requerida]

## Las Facultades
Hasta el año académico 2010-2011 las facultades activas en la Universidad de la Tuscia eran las siguientes:
- Agraria
- Conservación del Patrimonio Cultural
- Economía
- Lenguas e Literaturas Extranjeras
- Ciencias Matemáticas, físicas y naturales
- Ciencias Políticas

Nota: A raíz de la ley de reforma universitaria aprobada por el Parlamento en diciembre del 2010, La Reforma Gelmini (Ley n.240/2010), del 18 de junio de 2011, las funciones relativas al diseño de capacitación y formación de la didáctica de la enseñanza han sido transferidos de las Facultades a los Departamentos. Desde el 1 de noviembre de 2011, las Facultades han sido totalmente sustituidos por los Departamentos.

## Los Departamentos
- Departamento de Ciencias y Tecnologías para la Agricultura, los Bosques, la Naturaleza y la Energía (DAFNE);

- Departamento de Ciencias Ecológicas y Biológicas (DEB);

- Departamento de Economía y Empresa (DEIM);

- Departamento para la innovación en los sistemas biológicos, agroalimentarios y forestales (DIBAF);

- Departamento de Ciencias del Patrimonio Cultural (DISBEC);

- Departamento de Instituciones Lingüístico-Literaria, Comunicacionales e Histórico-Jurídicas de Europa (DISTU);

- Departamento de Humanidades, Comunicación y Turismo (DISUCOM);

## Santa María in Gradi: la sede

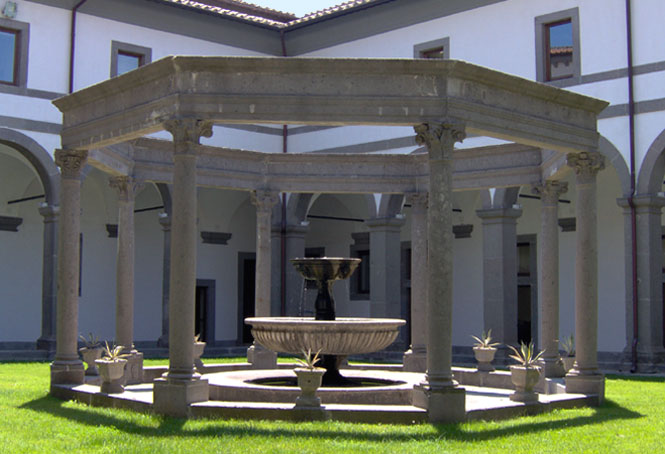
Claustros renacentistas en el rectorado de la universidad

Las oficinas de rectoría y administrativas de la Universidad de la Tuscia se pueden encontrar en el complejo de Santa María in Gradi, construido en 1244 a petición del monje viterbés Raniero Capocci, que una vez convertido en cardenal la donó a los monjes Dominicanos.
Santa María in Gradi posee importantes monumentos en su interior, como el claustro medieval, el otro claustro renacentista construido a finales de 1400, bajo la orden del fraile Domenico Valentini, con una fuente central, un elegante pórtico delante de la fachada de la iglesia, en la cual fue coronado el Papa Urbano IV, y donde fue enterrado el Papa Clemente IV.
En 1500 la iglesia fue destruida, pero fue reconstruida en el 1700 por los monjes Dominicanos, los cuales encomendaron la labor a Nicolás Salvi, el autor de la Fuente de Trevi de Roma.
Con los años el complejo fue utilizado como una Prisión hasta 1993 cuando fue abandonado y los presos trasladados a una nueva construcción.
En 1996, el complejo fue cedido de forma gratuita por el Ministerio a la Universidad de la Tuscia, que es la encargada de los trabajos de restauración y cuidado de la construcción; a partir de 1996 se hospedan en ella el rectorado y las oficinas administrativas y desde el 2000 la facultad de lenguas y literaturas modernas extranjeras.
La Facultad de Agronomía se encuentra en Velletri en vía della Cantina Sperimentale (Especialidades en Viticultura, Enología y Técnicas alimentarias).

## CLA (Centro de Idiomas)
'El CLA es un centro de idiomas que se encuentra en el complejo de Santa María en Gradi, cuyo objetivo principal es el enseñar el aprendizaje de las principales lenguas extranjera (Inglés, francés, español, alemán, portugués, ruso, checo, polaco, árabe, persa, chino e italiano para los estudiantes extranjeros) hasta el nivel B1 del Marco Europeo para las lenguas extranjeras, de acuerdo con un calendario acordado y dirigido por la dirección de los profesores de la Facultad de Lenguas y Literaturas. Para los estudiantes de la Facultad de la Tuscia, en particular, se ofrecen cursos de preparación (nivel A1-A2), ejercitaciones para el nivel B1 y para todos los niveles sucesivos (B2, C1, C2), los cuales piden los profesores de lengua y traducción, incluidos en los planes de estudio. El Centro cuenta con dos sedes, una en el Rectorado de Santa María en Gradi y la otra en el bloque C en la localidad de el Riello, en los antiguos laboratorios de idiomas y audiovisual. En ambos lugares se encuentran disponibles las aulas equipadas (aulas, laboratorio de idiomas y multimedia) para la práctica, el auto-aprendizaje y materiales educativos para todas las lenguas anteriormente mencionadas. En los locales los estudiantes del centro,  pueden utilizar una amplia gama de programas audiovisuales e informáticos (casetes, videos, películas, documentales, CD audio, DVD): herramientas avanzadas en el campo de la didáctica, el auto-aprendizaje y del perfeccionamiento de las lenguas que se enseñan en el centro universitario a 
diversos niveles y programas de ejercicios específicos en las lenguas: árabe, inglés, francés, alemán, ruso, checo, persa, polaco, español, portugués, chino, italiano como segunda lengua. Desde junio de 2006, el CLA ha puesto en marcha una plataforma multimedial: "http://moodle.unitus.it/", que proporciona un apoyo adicional para las actividades y al aprendizaje de los usuarios.
Al Centro conciernen colaboradores y expertos lingüísticos (CEL) que funcionan sea desde el centro estudiantil, como desde la Facultad de Lenguas y Literaturas (sede de Viterbo y de Tarquinia).
A la plataforma multimedial se accede a través de un nombre de usuario y una contraseña que permite la consulta de libros y materiales útiles para el aprendizaje.

## Docenti celebri
- Luca Coscioni (Economía)